# Еркир Медиа
«Еркир Медиа» (арм. «Երկիր Մեդիա») — телекомпания в Армении.
Телеканал является ресурсом, поддерживающим идеологию и позиции Армянской революционной федерации «Дашнакцутюн». Телеканал основан в 2003 году. 29 декабря 2004 года от Национальной комиссии телевидения и радио Армении получила лицензию на вещание на 56-м дециметровом канале. Телекомпания имеет корреспондентские пункты в США (Лос-Анджелес, Бостон), Грузии, Ливане, России, Турции, Иране, Сирии и во Франции..
В мае 2006 г. директор информационно-политических передач Гегам Манукян стал депутатом Парламента Армении.
Телеканал участвовал в XI Евразийском телефоруме в ноябре 2008 г. в Москве.
В декабре 2020 г. Полиция Армении предприняла действия в отношении съемочной группы телекомпании. Обеспокоенность об этом выразила Комиссия по телевидению и радио Армении. Армянские журналистские организации выступили с совместным заявлением, осудив насильственные действия сотрудников Полиции.
В июле 2022 директор «Еркир-медиа» Баграт Есаян был задержан СНБ Армении по обвинению в организации массовых беспорядков и воспрепятствование законной профессиональной деятельности журналиста, однако суд отказался его арестовывать. Представитель АРФ «Дашнакцутюн» Ишхан Сагателян счёл это атакой на участников Движения сопротивления по сфабрикованным делам.
В декабре 2022 «Еркир-медиа» не получили лицензию на вещание в общественном мультиплексе Армении, и с 19 января 2023 «Еркир Медиа» лишился общественного вещания.

## Программы
- «Джаз-тайм» — о звёздах мирового и армянсого джаза. Выходит с мая 1998 г., превоначально на канале «А1+»[13].

## Спутниковое вещание
С 28 июня 2010 года телеканал начал вещание по всему миру посредством спутника Hot Bird. Начало вещания было приурочено ко дню независимости Демократической Республики Армения. С июля 2012 г. спутниковое вещание на Hot Bird временно прекращено.